# Спартак: Месть
«Спартак: Месть» (англ. Spartacus: Vengeance) — второй сезон американского телесериала кабельного канала Starz «Спартак», продолжение первого сезона «Спартак: Кровь и песок». Премьера состоялась 27 января 2012 года, а финал сезона состоялся 30 марта 2012 года. 

## Сюжет
После кровавого побега из дома Батиата восстание гладиаторов начинает вселять страх в сердце Рима. Претор Клавдий Глабр и его римские войска направляются в Капую для уничтожения растущего отряда Спартака из освобождённых рабов, прежде чем они смогут нанести дальнейший удар.

## В ролях
| Актёр                 | Роль              |
| --------------------- | ----------------- |
| Лиам Макинтайр        | Спартак           |
| Люси Лоулесс          | Лукреция Батиат   |
| Питер Менса           | Эномай            |
| Ману Беннетт          | Крикс             |
| Катарина Лоу          | Мира              |
| Вива Бьянка           | Илития            |
| Крэйг Паркер          | Гай Клавдий Глабр |
| Дэн Фьюрригал         | Агрон             |
| Дастин Клэр           | Ганник            |
| Бретт Такер           | Публий Вариний    |
| Синтия Аддай-Робинсон | Невия             |
| Ник Э. Тарабей        | Ашур              |
| Брук Уильямс          | Аурелия           |
| Люк Пеглер            | Марк              |
| Том Хоббс             | Сеппий            |
| Ханна Мэнгэн Лоуренс  | Сеппия            |
| Йан Кинг              | Раскас            |
| Джо Науфаху           | Лис               |

## Список эпизодов
| № общий | № в сезоне | Название                                    | Режиссёр          | Автор сценария               | Дата премьеры   | Произв. код | Зрители США (млн) |
| --- | ---------- | ------------------------------------------- | ----------------- | ---------------------------- | --------------- | ----------- | ----------------- |
| 14 | 1          | «Беглый» «Fugitivus»                        | Майкл Хёрст       | Стивен С. ДеНайт             | 27 января 2012  | SPS201      | 1,39              |
| Спартак и сбежавшие гладиаторы уже несколько недель держат в страхе всю Капую. Сепий, знатный юноша, отправляет своих наёмников на их поиски. Однако все наёмники погибают. Гай Клавдий Глабр избран претором (о чём он мечтал ещё до побега Спартака). Сенатор Альбиний, тесть Глабра, сообщает, что сенат принял решение отправить Глабра в Капую для подавления восстания, ибо именно его все считают непосредственным виновником этого восстания. В случае невыполнения этой задачи карьера Глабра в сенате может закончиться. Восставшие живут в канализации вблизи Капуи и время от времени вылезают, чтобы заполучить оружие и еду. Гладиаторы условно разделены на 2 половины. Галлы подчиняются Криксу, остальные — Спартаку. Между ними регулярно происходят мелкие ссоры, но в целом раскола нет. Мира теперь женщина Спартака, хотя он не любит её, как она и сама понимает. Мира советует Спартаку бросить это место и отправиться на восток, где для восставших должно быть больше возможностей. Игры на Арене уже не так впечатляют толпу, как раньше. Среди зрителей на арене присутствует Эномай, он теперь вынужден скрываться, ибо за его поимку объявлена награда. Аурелия (вдова Варрона) мечтает увидеть сына. Спартак отдаёт ей все деньги, чтобы она смогла сбежать с сыном из республики. Он снаряжает поход в место, где живёт её сын. Илития беременна, она хочет идти на праздник к важным людям, но Глабр заставляет её ехать в Капую вместе с ним, ибо она виновна в том, что пришлось покровительствовать Батиату. Спартак помогает Криксу искать Невию. Они узнают, что её возили по виллам важных людей в качестве подарка от Батиата, с целью заручиться поддержкой на выборах того на должность эдила. Глабр и Илития приезжают в Капую и поселяются в заброшенном доме Батиата. Там они находят Лукрецию, неожиданно выжившую после ранения от Крикса. По всем признакам она лишилась рассудка. Илития просит мужа убить её, ибо она последняя, кто знает о преступлении Илитии. Но советник убеждает Глабра в том, что она может стать символом, который поможет городу поверить в победу над Спартаком. Эномай приходит к восставшим и сообщает о прибытии значительных войск Глабра. Среди восставших паника. Спартак и Крикс решают идти на восток, как советовала Мира. Но Спартака гложет желание отомстить Глабру. Поэтому утром он исчезает и идёт на площадь, где должен выступить Глабр. Там Глабр показывает городу Лукрецию и изувеченную пойманную беглянку Аурелию, которую хочет прямо здесь казнить. Спартак в ярости нападает на Глабра, но тому удаётся уйти от удара. Спартак сражается с солдатами, на помощь ему приходит Крикс и они вместе с Аурелией уходят. Аурелия, однако, погибает от нанесённых римскими солдатами увечий. При смерти она просит Спартака держаться подальше от её сына, чтобы ему не пришлось погибать ради фракийца, как его родителям. Крикс убеждает Спартака, что смерть Глабра привела бы новые силы римлян и Спартак решается повременить с местью, чтобы создать армию. |            |                                             |                   |                              |                 |             |                   |
| 15 | 2          | «Место в этом мире» «A Place in This World» | Джесси Уорн       | Брент Флетчер                | 3 февраля 2012  | SPS202      | 1,30              |
| Эномай вспоминает, как он стал гладиатором. Его привезли из Нумидии вместе с другими рабами и послали сражаться в Яму. Остальных нумидийцев убили сразу, а Эномай всегда побеждал. Там его заметил Тит Батиат и выкупил, видя в дикаре талант, который может сделать его чемпионом. Так он попал в людус Батиатов. Теперь же, «зверь лишённый чести» снова выступает в Яме. Единственное желание Эномая — поскорее погибнуть, однако он и теперь побеждает всех соперников и требует от распорядителя боёв посылать к нему всё более свирепых и сильных бойцов. Восставшие гладиаторы начали план по захвату вилл, чтобы пополнить свои силы новыми рекрутами. Они напали на виллу одного из друзей Батиата и захватили её, убив всех римлян и освободив рабов. Теперь рабы с виллы примкнули к восставшим. Способные держать меч мужчины начинают тренироваться. Личный раб прежнего владельца виллы, сириец Назир (римское имя — Тиберий), пытается убить Спартака, но тот побеждает его, но не убивает. Посовещавшись с Криксом и своим ближайшим другом германцем Агроном, он решает дать Назиру ещё один шанс. Одна из бывших служанок усиливает мысли Миры о том, что она для Спартака лишь потеха. Сепий и Глабр пытаются договориться о совместной кампании против Спартака, но личные амбиции каждого не дают им встать под общие знамёна. На виллу, занятую восставшими, с проверкой приходят солдаты Глабра. Назир помогает гладиаторам заманить и убить их (и даже сам убивает одного) и тем самым возвращает доверие. Лукреция утверждает, что она обладает даром общаться напрямую с богами. Глабр не верит этому, но решает попробовать провести предложенный Лукрецией ритуал, который по её словам должен помочь найти Спартака. Эномай, изнурённый несколькими битвами подряд, всё таки проигрывает очередной бой и уже готовится к смерти, но его спасает Ашур. Ашур приводит связанного Эномая к Глабру, уверяя, что тот поможет им найти восставших. |            |                                             |                   |                              |                 |             |                   |
| 16 | 3          | «Высшее благо» «The Greater Good»           | Брендан Мар       | Трейси Белломо               | 10 февраля 2012 | SPS203      | 1,40              |
| В поисках Невии гладиаторы нападают на отряд, отвозивший новых рабов на рудники. Один из солдат говорит, что Невия на рудниках. Это слышат только Назир и Агрон. Не желая рисковать ради одной Невии, Агрон решает скрыть правду и говорит всем, что Невия, по словам солдата, мертва. Видя страдания Крикса, Назир всё же рассказывает ему правду. Между Криксом и Агроном начинается перепалка, но их разнимает Спартак. Гладиаторы решают отправиться на Везувий, где относительно безопасно, но перед этим Спартак и Крикс отправляются на рудники спасать Невию. С ними идут Мира и Назир. Агрон возглавляет поход к Везувию. Ашур, пытаясь получить доверие Глабра, с помощью кнута старается узнать у Эномая, где прячутся гладиаторы, но тот молчит. Видя безуспешность стараний Ашура, его подзывает Лукреция. Оказывается, что она вовсе не умалишённая, а просто притворяется, чтобы Илития не убила её сразу из-за убийства Лицинии. Кроме того, выясняется, что именно Ашур спас жизнь Лукреции после удара Крикса, своими руками зашив её рану. Лукреция советует Ашуру применить психологический метод воздействия на Эномая. Ашур рассказывает Эномаю о том, как Ганник и Милита предали его. Эномай не верит, но начинает вспоминать подробности и понимает, что всё сходится со словами Ашура, что лучший друг и любимая жена были любовниками. В гневе Эномай случайно проговаривается о том, что гладиаторы отправились на юг, чтобы спасти Невию. Лукреция, лично отправившая её на рудники, советует Глабру послать туда солдат. Глабр слушается и посылает отряд вместе с Ашуром. Илития на глазах у Глабра заигрывает с успешным претором Варинием, который проводит бои на арене Капуи. Илития заверяет Глабра, что делает это только для того, чтобы получить его поддержку. На одном из боёв, где солдаты Глабра должны были произвести парад, Глабр говорит, что вместо парада солдаты отправились на поимку Спартака. Группа гладиаторов добирается до рудников и находит там Невию. Крикс успевает обнять Невию, которая измотана и сломлена. В это время солдаты Глабра прибывают к рудникам и спрашивают у переодетых римлянами гладиаторов, были ли попытки нападения. Те отвечают, что нет. Солдаты собираются уходить. Но Ашур узнаёт в них гладиаторов Батиата и отправляется вместе с солдатами по следам. Солдаты догоняют гладиаторов. Чтобы Невия с остальными смогла бежать, Крикс и ещё 2 галла остаются в узком проходе и задерживают солдат. Ашур наносит Криксу удар мечом в спину. Крикс повержен, а Спартак, Мира, Невия, Назир и несколько гладиаторов убегают. |            |                                             |                   |                              |                 |             |                   |
| 17 | 4          | «Пустые руки» «Empty Hands»                 | Марк Бисли        | Эллисон Миллер               | 17 февраля 2012 | SPS204      | 1,47              |
| Спартак, Назир, Невия, Мира и несколько гладиаторов скрываются от погони в лесу. В схватках солдат Глабра со Спартаком и гладиаторами погибают все гладиаторы, Назир серьёзно ранен. Невия и Мира невредимы. Около Везувия они встречаются с остальными восставшими, шедшими к Везувию под началом Агрона. Сепия сообщает Илитии и Лукреции о своём желании добиваться внимания претора Вариния. Илития злится на Сепию, так как сама ищет его внимания, ведь он «быстро делает карьеру», в отличие от Глабра. Илития относится с ненавистью к Лукреции, что обижает Лукрецию, она хочет добиться дружбы. Солдаты Глабра приводят троих пленных галлов с рудников. Среди них оказывается Крикс. В темнице они встречаются с Эномаем. Вариний критикует Глабра за то, что тот верит предсказаниям "полоумной" Лукреции. Илития, чтобы задобрить претора, организует праздник в его честь. Глабр не рад этому, ведь он не любит Вариния, который является его политическим соперником, но не противоречит открыто. На празднике Глабр представляет гостям пойманных рабов (трёх галлов и Эномая) и предлагает Варинию казнить их прямо здесь, однако тот решает казнить их на своих играх руками гладиаторов. Одного из пойманных всё же решают казнить на пиру. Илития и Сепия на празднике пытаются флиртовать с Варинием. По началу это лучше удаётся Сепии. Во время казни гладиатора Вариний предлагает Сепии ударить пленённого мечом, однако Сепия не может этого сделать. Илития выхватывает у неё меч и легко убивает гладиатора. Сепия в слезах убегает, а Илития становится фавориткой в глазах Вариния. Кроме того, он сообщает ей, что не добивается её только из-за её замужнего положения. Илития говорит отцу (сенатору Альбинию) о своём желании бросить Глабра и выйти замуж за Вариния, однако тот не разрешает, ведь это будет позором в глазах римлян (ввиду беременности Илитии). В конце вечера Илития застаёт Лукрецию и отца в постели, что шокирует её. Илития нападает на Лукрецию и пытается задушить её, но Лукреция объясняет этот поступок тем, что таким образом она смогла уговорить Альбиния на отмену брака Илитии с Глабром. |            |                                             |                   |                              |                 |             |                   |
| 18 | 5          | «Вольный» «Libertus»                        | Рик Джейкобсон    | Аарон Хелбинг и Тодд Хелбинг | 24 февраля 2012 | SPS205      | 1,56              |
| Пойманных гладиаторов собираются казнить на арене. Глабр планирует присоединить к ним Ашура, единственного выжившего при преследовании Спартака, но за сирийца заступается Лукреция. Она узнаёт, что Илития собирается убить своего неродившегося ребёнка, чтобы ничего не мешало ей развестись с Глабром и выйти замуж за Вариния. Однако с помощью Ашура Лукреция доносит эту информацию до Глабра, который в итоге узнаёт о заговоре против него. Отряд Спартака по пути к Везувию встречает заброшенный храм. Обитающий в нём старый римлянин сообщает, что всюду разносятся слухи о разгроме Спартака, и что его ещё живых пленённых соратников собираются казнить на арене. Спартак планирует дерзкое нападение на арену в Капуе, чтобы спасти Крикса и напомнить Риму о себе. В это время в Капую прибывает Ганник, гладиатор дома Батиата, несколько лет назад завоевавший свободу. Ему поручено провести казнь восставших. Спартак и остальные пробираются тайно на арену. Он и Агрон под видом солдат выходят на арену, в то время как остальные поджигают её изнутри с целью разрушить. В это время начинается бой Ганника и нескольких гладиаторов против Эномая, Крикса и Раски. Когда приговорённые уже близки к поражению, арена начинает рушиться, погребая под огненными завалами жителей Капуи. Спартак и Агрон вмешиваются в бой, чтобы спасти Крикса. Под завалами также гибнет, не без помощи Глабра, отец Илитии. Спартаку и остальным удаётся уйти, Крикс и Ганник уносят оглушённого Эномая. |            |                                             |                   |                              |                 |             |                   |
| 19 | 6          | «Избранный путь» «Chosen Path»              | Майкл Хёрст       | Миша Грин                    | 2 марта 2012    | SPS206      | 1,19              |
| Гладиаторы возвращаются в храм у подножия Везувия. Спартак планирует подняться на гору, откуда будет хороший обзор на местность, так что можно будет заранее увидеть приближающиеся римские войска. Также гладиаторы планируют напасть на Неаполь, когда туда прибудут корабли с рабами. По плану Спартака освобождённые рабы усилят его отряд. В это время на вилле Ашур указывает Глабру на то, что гладиаторы не обычные рабы. Они хорошо подготовленные воины, каждый из которых превосходит любого римского солдата. Глабр даёт в руки Ашуру меч и предлагает ему подкрепить слова делом, сразившись против 4 солдат сразу. Ашур справляется с задачей, после чего получает расположение Глабра и свободу действий. Ашур начинает набирать наёмников. Параллельно Глабр пытается договориться с Сеппием, чтобы объединить усилия в поимке Спартака. Однако Сеппий отказывает ему. Илития приглашает на виллу сестру Сеппия, чтобы через неё воздействовать на брата. Спартак пытается привлечь на свою сторону Ганника, однако тот не намерен присоединяться к восстанию. Напротив, он указывает Криксу, что Спартак приведёт всех к гибели, и что его нужно покинуть. Ночью в стане беглых рабов поднимается шум. Кто то украл деньги и карту Рима. Ганник собирается уйти, и поскольку подозрения падают на него, Спартак затевает с ним бой. Во время боя одна из рабынь пытается ускользнуть, но Мира убивает её стрелой из лука. Оказывается это рабыня украла карту, а Ганник ни при чём, и ему позволяют уйти. Пока Сеппия гостит на вилле, наёмники Ашура нападают на её дом и убивают там всех включая её брата. |            |                                             |                   |                              |                 |             |                   |
| 20 | 7          | «Клятва» «Sacramentum»                      | Джесси Уорн       | Шеймас Кевин Фэйи            | 9 марта 2012    | SPS207      | 1,25              |
| Спартак успешно нападает на один перевозящих рабов кораблей в порту Неаполя. Благодаря этому его отряд пополняется к радости Агрона германцами. Однако Крикс видит в этом опасность, так как ситуация может выйти из-под контроля. Ганник прибывает в Капую, чтобы получить остаток вознаграждения за бой. Однако он не получает денег, поскольку не убил приговорённых к смерти на арене беглых гладиаторов. Он видит как Глабр выступает перед жителями города и объявляет о том, что любой раб, упомянувший имя Спартака, будет казнён. Для демонстрации своей решимости Глабр приказывает казнить у всех на глазах ни в чём не повинную личную служанку своей жены. Казнь проводят люди Ашура, а сам Ашур замечает в толпе Ганника. После смерти Сеппия его люди переходят на службу к Глабру и дают клятву верности. Позднее Глабр приглашает Ганника к себе и возвращает тому утерянный рудий, а также предлагает перейти к нему на службу, принеся клятву. Претор даёт гладиатору несколько дней на раздумье и приказывает Ашуру не спускать глаз с Ганника. А в случае если Ганник вздумает покинуть Капую, убить его. С помощью Лукреции Илития добивается того, чтобы Глабр отправил её в Рим. Лукреция гуляя по городу замечает Ганника и подговаривает того покончить с Глабром, убеждая, что это положит конец кровопролитию, так как жена Спартака будет отомщена, и тот покинет Рим. Она сообщает, что Глабр отправит часть охраны сопровождать Илитию. Лукреция же поможет Ганнику проникнуть на виллу. В лагере беглых рабов идёт веселье. Седдул, самый сильный из вновь прибывших германцев, провоцирует драку. Защищая Агрона Спартак убивает Седдула. После этого все остальные германцы признают Спартака своим лидером. Глабру сообщают о нападении на повозку его жены. Вся охрана перебита, а в самой повозке вместо Илитии они находят убитого рудием человека Ашура, который следил за Ганником. |            |                                             |                   |                              |                 |             |                   |
| 21 | 8          | «Баланс» «Balance»                          | Крис Мартин-Джонс | Джед Уидон                   | 16 марта 2012   | SPS208      | 1,10              |
| Ганник приводит пленённую Илитию к Спартаку, чтобы тот убил её и положил конец кровопролитию. Но намерение Спартака рушит признание Илитии о том, что ребёнок, которого она носит, от Спартака. В это время в Капуе люди Ашура допрашивают всех, кто может хоть что-нибудь знать о Ганнике и о том, куда тот мог пойти. Мира, видя сомнения Спартака, пытается сама покончить с Илитией, но вмешивается Спартак и не даёт ей совершить убийство. Старик из храма отправляется к Глабру, чтобы передать условия возвращения Илитии. Спартак хочет встретиться с Глабром в сопровождении небольшого количества людей и требует повозку полную оружия. Вместе со Спартаком на место встречи идут Агрон, Крикс и Ганник. Однако Глабр не собирается снабжать беглых рабов оружием: в повозке спрятались люди Ашура, а неподалёку в засаде войска Глабра. Тем не менее гладиаторам удаётся уйти. Лукреция обнаруживает среди вещей Ашура украшение, принадлежавшее Сеппию. Она сообщает об этом Сеппии. Спартак уводит Илитию в лес и отпускает её. Он говорит ей, что сначала хотел убить её, для того чтобы дать Глабру почувствовать то же, что чувствовал он, когда у него забрали Суру. Но так как муж не любит её, то это убийство будет бессмысленным, оно не «сравняет чаши весов». Напоследок Спартак говорит Илитии, чтобы она не считала то, что он отпустил её, милосердием. |            |                                             |                   |                              |                 |             |                   |
| 22 | 9          | «Чудовища» «Monsters»                       | Т. Дж. Скотт      | Брент Флетчер                | 23 марта 2012   | SPS209      | 1,35              |
| Ночью, когда в лагере рабов все спят, сняв часовых туда проникают несколько римских солдат. Невия поднимает тревогу, и после небольшого мордобития один из воинов снимает шлем, и оказывается что это Спартак. Вместе с ним переодетые в римлян Крикс и Ганник, решившие таким образом устроить проверку готовности лагеря отразить атаку. Илития добирается до виллы на скалах. Она видит, что её место рядом с Глабром заняла Сеппия. В лагере Спартак проводит тренировки, призванные помирить рабов между собой. Для этого в напарники он выставляет враждующих людей. Тем временем Глабр узнаёт, где прячется Спартак, и планирует напасть на заброшенный храм в ближайшее время. Неожиданно на виллу прибывает Вариний и сообщает Глабру, что того вызывает Сенат. Сам же Вариний в это время возглавит войска Глабра. Вариний прибыл по просьбе Сеппии, сообщившей ему о похищении Илитии и о том, кто стоит за смертью Сеппия. Однако обнаружив Илитию на вилле живой и здоровой, Вариний упрекает Сеппию в слабости аргументов. Ашур делится с Лукрецией новостью об обнаружении Спартака. Он также рассказывает ей, что за выполненные дела Глабр даст ему свободу. Более того, он отдаст Ашуру лудус Батиата и благословит его брак с Лукрецией. Илития рассказывает Лукреции о том, что её ребёнок от Спартака. Та делится в свою очередь информацией о том, кто на самом деле убил брата Сеппии. Лукреция также рассказывает, что девушке уже обо всём известно. Обе планируют использовать это в своих целях. Лукреция передаёт Сеппии нож и подговаривает её убить Глабра. Девушка делает попытку, однако вмешивается Илития. Она спасает Глабра и убивает Сеппию. Ночью Спартак видит сигнал, поданный с Везувию. К ним приближаются войска. Часть людей атакует передовой отряд римлян и отступает к храму. Спартак и ещё несколько человек в тылу войск захватывают претора. К разочарованию Спартака войсками командует Вариний, а не Глабр. Спартак приводит пленника в храм, римские солдаты бросают оружие. Неожиданно на храм обрушиваются огненные снаряды. Подошёл Глабр с войсками и с катапультами. Через проёмы в стене в храм врываются нападающие. В схватке погибает претор Вариний. Спартак и остальные через потайной ход покидают храм и по горной тропе поднимаются на Везувий. Глабр принимает решение взять гору в осаду и дождаться, когда у рабов кончится еда. |            |                                             |                   |                              |                 |             |                   |
| 23 | 10         | «Гнев Богов» «Wrath of the Gods»            | Джесси Уорн       | Стивен С. ДеНайт             | 30 марта 2012   | SPS210      | 1,45              |
| Спартак со своим отрядом обустраивается на Везувии. Вулкан представляет собой непокрытую растительностью горную породу. Запасы провизии подходят к концу. Единственная тропа охраняется римлянами. Самовольно небольшое число людей бросается в атаку, попав в окружение к римлянам. Спартак с Криксом, Мирой, Ганником, Агроном и бывшими рабами приходят на помощь. В стычке римский офицер Сальвий убивает Миру двулезвинным топором, посланным в Спартака. Отряд уходит назад. Римляне захватывают одного пленного. Ашур предлагает своим наёмникам после окончания войны стать его гладиаторами. В момент разговора приходит Глабр и перекупает наёмников обещая при победе землю и тысячу динариев. Незадолго до этого к Глабру приезжает Илития, которая передаёт браслет, украденный Ашуром из разграбленного римского дома, говоря о предательстве Ашура. Глабр отправляет Ашура к Спартаку с посланием о том что каждому гарантируется жизнь в рабстве, в случае отказа всех ожидает смерть на кресте. Весь отряд единодушно отвергает предложение. Происходит бой между Невией и Ашуром на мечах, в результате которого Ашур лишается головы, которую восставшие оставляют на козьей тропе. Глабру докладывают о случившемся, тот распорядился, чтобы солдаты плотно поели и хорошо поспали, так как завтра начнётся последний штурм. Илития с Лукрецией приезжают в дом Батиата. Под вечер у Илитии происходят преждевременные роды. Лукреция убивает ножом нескольких служанок. После появления ребёнка на свет Лукреция закутывает ребёнка в голубую ткань и подходит к краю обрыва на тренировочной площадке. Ослабевшей после тяжёлых родов Илитии, которая ползком добралась до соперницы, Лукреция говорит, что она с Квинтом всегда мечтала о наследнике, и делает шаг в пропасть. Илития же умирает от шока и потери крови. Тем временем на Везувии восставшие сплетают четыре каната из высохших виноградных лоз. Спартак, Крикс, Ганник и Агрон спускаются по отвесным скалам. Убив двух римлян из дозора и убрав обслуживающий персонал для катапульт, четвёрка обстреливает римский лагерь из захваченных орудий. Глабр, не спавший в эту ночь, замечает горящие огни у катапульт и поднимает тревогу. Оставшийся отряд начинает спускаться с Везувия. В лагере римлян происходит неразбериха, которую с трудом останавливает Глабр. Четвёрка бывших гладиаторов встречает римских легионеров. Ганник, с весёлой ухмылкой, говорит о славной смерти. Восставшие атакуют римский отряд с тыла. Начинается бой мятежников и легионеров. В ходе единоборства Эномай погибает от руки наёмника Египтянина. Обезумевший от горя, Ганник разбивает убийце череп. Эномай умирает у Ганника на руках, перед смертью он говорит, что будет ждать друга вместе со своей женой. Легионеры, потеряв большую часть солдат, отступают в старый греческий храм, где находится штаб римлян. Воины Спартака берут штурмом храм. Спартак убивает Сальвия, виновного в гибели Миры. Глабр лично вступает в единоборство со Спартаком, в котором раненный в живот претор, проигрывает. Стоя на коленях перед победителем, Глабр говорит, что скоро Рим пришлёт новые легионы против них, на что Спартак отвечает, что это будет, но не сегодня, и добивает противника мечом в горло. Победители скандируют имя своего предводителя. Обратившись к Криксу, Спартак говорит, что теперь у них будет армия. |            |                                             |                   |                              |                 |             |                   |